# Friedrich Scherfke
Friedrich Egon Scherfke (Poznań, 1909. szeptember 7. – Bad Soden, 1983. szeptember 15.), német származású lengyel válogatott labdarúgó, aki a két világháború között a lengyel labdarúgó-válogatott középpályása volt. 131 góljával minden idők egyik legjobb góllövője a lengyel élvonalban.
A lengyel válogatott tagjaként részt vett az 1936. évi nyári olimpiai játékokon és az 1938-as világbajnokságon.

## Pályafutása

### Klubcsapatokban
1918 végén lengyel felkelés tört ki, és a Versailles-i békeszerződés értelmében 1920-ban, amikor Scherfke 10 éves volt, szülővárosa hivatalosan a Második Lengyel Köztársaság része lett. Pályafutása nagy részét a Warta Poznańban töltötte, amely az 1920-as és 1930-as években a lengyel labdarúgó-bajnokság egyik legjobb csapata volt, 1929-ben megnyerték a bajnokságot, 1928-ban és 1938-ban pedig második helyen végeztek.

### A válogatottban
A lengyel válogatottban először 1932. október 2-án játszott, a Lettország elleni 2–1-es győzelem alkalmával. Részt vett az 1936-os berlini olimpián, ahol Lengyelország a negyedik helyen végzett. A Magyarország (3–0) és Nagy-Britannia (5–4) elleni mérkőzéseken játszott. 1938. június 5-én ő szerezte Lengyelország első gólját az 1938-as labdarúgó-világbajnokságon Strasbourgban a Brazília elleni játszott mérkőzésen. Lengyelország 6–5-re vereséget szenvedett, Scherfke a 23. percben büntetőből talált a hálóba.

### További sorsa
A második világháború alatt, mint Volksdeutscher (népi német), behívták a Wehrmachtba. 1940 februárjában az új tartomány, Reichsgau Wartheland közigazgatásában a labdarúgó-szekció igazgatója lett. Két hónap múlva a tisztségéből a Wehrmacht egyik tisztje váltotta fel. Szintén 1940 februárjában lett az új német klub, az 1. FC Posen elnöke és csapatkapitánya. Ebben a pozícióban sikerült megvédenie néhány korábbi futballcsapattársát a náci üldöztetéstől.
Az általa segített lengyelek között volt a Warta kapusa, Marian Fontowicz (aki a Lengyelországi hadjárat során a Wehrmacht fogságába esett), Zbigniew Szulc, a Warta másik kapusának felesége, a Warta csatára, Bolesław Gendera és Michał Flieger, aki a Wartával 1929-ben lengyel bajnok volt.
Amikor az 1. FC Posen 1940 októberében a Luftwaffe ellenőrzése alá került, és nevét Luftwaffen Sportverein Posenre változtatta, Scherfke elhagyta a klubot, és 31 évesen befejezte a futballpályafutását. 1942-ben tájékoztatta a lengyel barátait, hogy nem tud tovább segíteni nekik, úgy érezte, hogy a Gestapo megfigyeli. 1943-ban a keleti frontra, majd Jugoszláviába vezényelték. 1945 januárjában itt megsebesült, a háború végén brit katonák fogságába került, hadifogoly lett. 1945. július 25-én szabadult, és Nyugat-Berlinben talált új otthonra, ahol bútorboltot nyitott. Az 1980-as évek elején eladta az üzletet, és a Frankfurt am Main melletti Eschbornba költözött. Scherfke a Frankfurt környéki Bad Soden kórházában halt meg.

## Sikerei, díjai
Warta Poznań
- Lengyel bajnok (1): 1929

## Fordítás
- Ez a szócikk részben vagy egészben  a   Friedrich Scherfke című angol Wikipédia-szócikk ezen változatának fordításán alapul.  Az eredeti cikk szerkesztőit annak laptörténete sorolja fel. Ez a jelzés csupán a megfogalmazás eredetét és a szerzői jogokat jelzi, nem szolgál a cikkben szereplő információk forrásmegjelöléseként.